# Gospići mészárlás
A gospići mészárlás (horvátul: Pokolj u Gospiću) 100–120, túlnyomórészt szerb civil tömeges meggyilkolása volt a horvátországi Gospićban 1991 októberének utolsó két hetében, a horvátországi háború idején. Az áldozatok többsége szerb nemzetiségű volt, akiket Gospićban és a közeli tengerparti Karlobagban tartóztattak le. Legtöbbjüket október 16–17-én tartóztatták le. A fogvatartottak egy részét a perušići laktanyába vitték és a város melletti Lipova Glavicán végezték ki, másokat Gospić Pazarište környékén lőttek le. A gyilkosságokat Tihomir Orešković, a Likai Válságközpont titkára és a Horvát Nemzeti Gárda 118. gyalogdandárának parancsnoka, Mirko Norac alezredes rendelte el.
A gyilkosságokat 1997-ben hozták nyilvánosságra, amikor a „Jesenje kiše” horvát félkatonai szervezet egyik tagja a horvát Feral Tribune lapnak adott interjúban beszélt az egységnek a gospići civilek meggyilkolásában való részvételéről. 2000-ig nem indult hivatalos nyomozás, ekkor azonban három volt horvát hírszerző és katonai rendőrtiszt tájékoztatta a volt Jugoszláviával foglalkozó Nemzetközi Törvényszéket (ICTY) a gyilkosságokról. Öt személyt, köztük Oreškovićot és Noracot 2001-ben letartóztatták és bíróság elé állították. Oreškovićot, Noracot és Stjepan Grandićot bűnösnek találták a bűncselekmény elkövetésében, és 2004-ben 14, 12, illetve 10 év börtönbüntetésre ítélték.

## Előzmények
1990 augusztusában felkelés tört ki Horvátországban, amelynek középpontjában a dalmát hátország Knin városa körüli, túlnyomórészt szerbek lakta részei, valamint a Lika, a Kordun és a Banovina régió egyes részei, köztük Gospić környéke, valamint Horvátország keleti, jelentős szerb lakossággal rendelkező települései voltak. Ezek a régiók az újonnan megalakult SAO Krajina (Krajinai Szerb Autonóm Terület) részei lettek. Az SAO Krajina Szerbiához való csatlakozási szándékának bejelentése azt eredményezte, hogy Horvátország kormánya a felkelést lázadásnak nyilvánította.
1991 márciusára a konfliktus Horvátország függetlenségi háborújává fajult, majd 1991 júniusában, Jugoszlávia felbomlásával Horvátország kikiáltotta függetlenségét. A függetlenségi nyilatkozat három hónapos moratóriumot követően október 8-án lépett hatályba. A december 19-én a Krajinai Szerb Köztársaságra (RSK) átkeresztelt SAO Krajina ezután etnikai tisztogató akciókat indított a horvát civil lakosság ellen.
A fokozódó feszültségek szabályozását nehezítette az SAO Krajina növekvő támogatása, amelyet a Jugoszláv Néphadsereg (JNA) nyújtott. A horvát rendőrség képtelen volt megbirkózni a helyzettel, ami 1991 májusában a Horvát Nemzeti Gárda (ZNG) létrehozásához vezetett. Miközben a horvátországi katonai konfliktus tovább eszkalálódott a ZNG katonai erővé fejlesztését megnehezítette az ENSZ szeptemberben bevezetett fegyverembargója. Augusztus 26-án megkezdődött a konfliktus addigi legnagyobb fegyveres összecsapása, a vukovári csata.
A Lika régióban már amúgy is feszült helyzet az április 1-jei plitvicei-tavaki incidenst követően, amikor a horvát függetlenségi harc első halálos áldozata bekövetkezett tovább romlott. Ez tükröződött az erőszakos incidensek számának növekedésében, az illegális közúti ellenőrző pontok felállításában és a kézi lőfegyverek időnkénti cseréjében. Júniusban Horvátország parlamenti nyilatkozattal erősítette meg szuverenitását. Június 22-én a Gospić és az SAO Krajina által ellenőrzött Gračac közötti úton három rendőrt raboltak el, és június 27-28-án sorozatos Lika különböző részein, beleértve Gospićot is, támadások történtek a horvát rendőrség ellen. 1991 júliusában a JNA nyíltan szembeszállt a horvát rendőrséggel és a likai ZNG-vel. Július 1-jén a JNA körülzárta a plitvicei rendőrőrsöt, július 6-án pedig Gospić közelében a JNA kanonái két ZNG katonát öltek meg, másik kettőt pedig megsebesítettek. A harcok tovább fokozódtak a Gospić–Korenica úton a Ljubovo-hágónál, ahol július 28–29-én a JNA és a SAO Krajina csapatai harcoltak és visszaszorították a ZNG erőit.
Az etnikai erőszak tovább fokozódott, amikor szerb félkatonai szervezetek augusztus 5-én a dél-likai Lovinacból elraboltak és megöltek öt horvát civilt, és megtámadták a žuta lokvai rendőrségi ellenőrzőpontot. Augusztus elején Gospić helyőrségének megerősítésére a JNA 236. Proleter gépesített dandárját (a dandár csak nevében volt dandár, valójában csak egy századnyi egység volt) és a 4. páncélosdandár gépesített zászlóaljának egy részét, a Ljubovo-hágóra vezényelte. A hónap további megmozdulásai közé tartozik 30-án a Plitvicei rendőrőrs SAO Krajina erői általi megtámadása és elfoglalása.
Plitvice küszöbön álló elfoglalásával és a ZNG augusztus 31-i, a Gospićtól 8 kilométerre északra fekvő Lički Osikból való kivonásával, a SAO Krajina és a JNA Likában magára Gospićra helyezte a hangsúlyt, ahol a szerbek a 12 000 fős teljes lakosság 38,4%-át alkották. Augusztus végére Likában, így Gospicban is felerősödtek, majd szeptember nagy részében folytatódtak a harcok a város ellenőrzéséért. Bár Gospićot horvát erők irányították, a város a gospići csata után is szerb tüzérségi bombázások alatt maradt. A harcok súlyos károkat okoztak a városban, és lakosságának nagy része elmenekült, és csak körülbelül 3000 lakos maradt. A háború előtt Gospićnak 8000 lakosa volt, köztük 3000 szerb. A városban korábban élt szerbek közül sokan elmenekültek, de a horvát hatóságok televíziós és rádiós adások útján felszólították őket, hogy térjenek vissza.
Mivel a polgári lakosság szeptember végén elkezdett visszatérni, Ivan Dasović gospići rendőrfőnök azt javasolta, hogy látszólag biztonsági okokból állítsák össze a visszatérő szerbek listáját. Ante Karić, a Lika Válságközpont (krizni stožer) elnöke szerint Dasović attól tartott, hogy a visszatérő szerbek egy ötödik hadoszlopot alakítanak, ami aláássa a város védelmét. Karić állítólag ellenezte a lépést, de a listát október 10-én összeállították. Október 16-án hasonló listát készítettek a közeli Karlobagba visszatérő szerbekről is.
A gospići rendőrséget, csakúgy, mint a ZNG 118. gyalogdandárját és a gospići székhelyű katonai rendőrséget az akkori belügyminiszter, Ivan Vekić rendelete alapján a Likai Válságközpont ellenőrzésének rendelték alá. Ezenkívül szeptemberben Gospićba vezényeltek egy félkatonai önkéntes csoportot, mely a „Jesenje kiše” (Őszi esők) fedőnevet használta, és amelyet Tomislav Merčep irányított. Ez az egység formálisan a Belügyminisztériumnak volt alárendelve.

## A gyilkosságok
A Lika Válságközpont titkára, Tihomir Orešković és a 118. gyalogdandár parancsnoka, Mirko Norac alezredes összehívta beosztottjait, és elrendelte a szerb civilek letartóztatását, majd a perušići laktanyában való őrizetbe vételüket és kivégzésüket. A találkozó pontos dátumával kapcsolatban a források nem értenek egyet. Dasović elmondása szerint a találkozóra október 15-én, körülbelül 21:00 órakor került sor, amelyen számos más tisztviselővel együtt ő is részt vett. Más források, köztük a későbbi bűnügyi nyomozás és a tárgyalás tanúi azt jelezték, hogy a találkozót október 16-án vagy 17-én tartották. Az ügyben eljáró bíróságok, köztük a horvát legfelsőbb bíróság megállapította, hogy a találkozóra október 17-én került sor, és Orešković és Norac az elkészített listák alapján rendelte el a letartóztatott civilek kivégzését. A kivégzések ürügyeként a szerb félkatonai csoportok által Široka Kulában október 13-án elkövetett gyilkosságok szolgáltak.
A legtöbb letartóztatásra mind Gospićban, mind Karlobagban október 16–17-én került sor. A civileket fegyverrel terelték ki az óvóhelyekről. Két nappal később Gospić lakosai szemtanúi voltak annak, ahogy a város marhapiacán tizenegy katonai teherautóra civileket raktak fel, és soha többé nem látták őket. Október 17-én a Pazarište néven ismert helyen, a Gospić vidéki Žitniknél legalább tíz civilt öltek meg. Október 18-án a Perušić melletti Lipova Glavicában folytatódtak a gyilkosságok, ahol miután a perušići laktanyában tartották őket fogva, ahol akkoriban a 118. gyalogdandár zászlóalja állomásozott, 39-40 embert végeztek ki lövésekkel. Október 25-én Gospićban és Karlobagban további három szerb civilt tartóztattak le. December 3-án őket is lelőtték, majd holttestüket Ravni Dabar területén földelték el. Az áldozatok közül sokan kiemelkedő szerb értelmiségiek, köztük orvosok, bírák és professzorok voltak. A többi meggyilkolt szerbhez hasonlóan ők is lojálisak voltak a horvát államhoz, és nem voltak hajlandók csatlakozni a Krajinai Szerb Köztársasághoz, mely kivégzéseiket még értelmetlenebbé tette. A mészárlás horvát áldozatairól azt tartják, hogy ellenzékiek voltak, akik ellenezték a horvát állam szerbellenes intézkedéseit.

## Következmények
A gospići mészárlás volt a legnagyobb szörnyűség, amelyet horvátok követtek el a háború alatt. A halálos áldozatainak teljes számával kapcsolatban a források nem értenek egyet, a becslések mintegy 100 - 120 között mozognak. A hivatalos adatok szerint 1991 és 1995 között Gospić környékén összesen 123 személy tűnt el.
Tíz áldozatot Gospićban egy szeptikus tartályba dobtak, melyet agyag- és kőtörmelékréteggel borítottak be, és amelyet később a volt Jugoszláviával foglalkozó Nemzetközi Törvényszék (ICTY) nyomozói fedeztek fel 2000 májusában. Az esemény Gospić polgármesterének tiltakozását, és horvát veteránok utcai tüntetését váltotta ki. További huszonnégy holttestet a Perušićtól keletre fekvő Duge Njive falu közelében égettek el és ártalmatlanítottak, de a JNA 6. dandárja 1991. december 25-én exhumálta, megvizsgálta és az Udbinától 15 kilométerre fekvő Debelo Brdóban újra eltemette. Tizennyolcan egy tömegsírba, hat másik személy pedig egyenként került eltemetésre, de ezeket a rokonok megtalálták, és máshol temették el újra. A tömegsírt egy bűnügyi nyomozás keretében2000 decemberében tárták fel. Az áldozatok otthonait közvetlenül azután kifosztotta a Jesenje kiše alakulat. 1992-ben az egység több tagját a horvát hatóságok rövid időre bebörtönözték, majd vádemelés nélkül elengedték.
1997 szeptemberében egy mára már megszűnt horvát lap, a Feral Tribune részletes szemtanúi beszámolót közölt Miroslav Bajramovićtól, a Jesenje kiše egyik tagjától, aki azt állította, hogy részt vett a mészárlás végrehajtásában. Interjújában Bajramović kijelentette, hogy az egység Gospić etnikai megtisztítására parancsot kapott. Azt is állította, hogy Tomislav Merčep, aki Franjo Tuđman horvát elnök szövetségese volt, időnként parancsot kapott a foglyok likvidálására, és Vekić teljesen tisztában volt feladatukkal. Bajramovićot és az egység három másik, az interjúban azonosított tagját letartóztatták, de Vekić tagadta Bajramović állításait, a horvát kormány tisztviselői pedig tagadták, hogy felelősség terhelné őket az ügyben. Az ICTY viszont információkat gyűjtött négyükről. Tudjman a szerbeket és a külföldi ügynököket tette felelőssé a mészárlásért. Rövid időre letartóztatott egy horvát rendőri vezetőt, aki kapcsolatban állt a gyilkosságokkal, de később szabadon engedte és a Belügyminisztériumhoz rendelte.
1998-ra két horvát hírszerző és egy katonai rendőrtiszt, Milan Levar, Zdenko Bando és Zdenko Ropac felkereste az ICTY-t, hogy tájékoztatást nyújtsanak az eseményekről. A később meggyilkolt Levar különösen értékes volt tanúként, mivel azt állította, hogy mintegy 50 ember halálának volt tanúja Gospić környékén. Ranko Marijan, az új kormány igazságügyi minisztere bírálta elődeit és a rendőrséget, amiért nem folytatták az ügyet, de a hatóságok nem védték meg Levart, akit 2000. augusztus 30-án egy autóba rejtett bomba gyilkolt meg. A gospići gyilkosságok nyomozása hozzájárult ahhoz, hogy hét aktív szolgálatot teljesítő és öt nyugalmazott horvát tábornok írásban bírálja a kormány erőfeszítéseit. Levelük „a tizenkét tábornok levele” néven lett ismert, melyben nyilvánosságra hozták panaszaikat. Ez a hét aktív tisztnek az akkori horvát elnök, Stjepan Mesić általi elbocsátásához vezetett. A csoport tagja volt Norac is, aki 1995 szeptembere óta vezérőrnagyi rangot viselt.

## Orešković és társai pere
A gospići gyilkosságok ügyében 2000 végén indítottak hivatalos nyomozást, és 2001 februárjában adtak ki elfogatóparancsot Orešković, Norac, Stjepan Grandić, Ivica Rožić és Milan Čanić ellen. Norac két hétig bujkált a letartóztatás elől, mert meg volt győződve arról, hogy a hatóságok szándéka szerint kiadni őt az ICTY-nek. Grandić, Rožić és Čanić rokonai Gospić lakosai segítségével próbálták megakadályozni, hogy a rendőrség letartóztassa őket, a civilek körbefogták a vádlottak őrizetbe vételére küldött rendőrautókat. Az ügyészséggel szembeni ellenállás Splitben február 11-én egy 150 000 fős utcai tiltakozásban csúcsosodott ki. A tiltakozás megismétlődött Zágrábban, ahol 13 000 tüntető jelent meg. Norac, miután biztosítékot kapott arról, hogy Horvátországban fogják bíróság elé állítani, nem pedig az ICTY-n február 21-én feladta magát.
Március 5-én hivatalos vádemelést terjesztettek elő, amelyben 50 gospić és karlobagi civil meggyilkolásával vádolták meg. Az ügyet a Tengermellék-Hegyvidék Megyei Bíróság tárgyalta. A bíróság a perben 120 tanút, az 1991-es gospići mészárlás 18 túlélőjét (akik Belgrádban tanúskodtak), valamint két, Németországban élő  horvát állampolgárt (akik saját biztonságukat félve menekültek Németországba) hallgatott meg. Ez utóbbi kettő közül az egyik, Ropac névű, megtagadta a tanúskodást, mert nem bízott a biztonságára vonatkozó kormányzati biztosítékokban. 2003 márciusában a Bíróság a vádlottakat bűnösnek találta; Oreškovićot 15 év börtönre ítélték, míg Norac 12 év börtönt kapott. Grandićot 10 év börtönbüntetésre ítélték. Rožićot és Čanićot az ellenük szóló bizonyítékok hiánya miatt felmentették. Az ügyben végül 2004-ben a horvát legfelsőbb bírósághoz fellebbeztek, amely helybenhagyta Orešković, Norac és Grandić elsőfokú ítéletét, valamint Rožić és Čanić felmentő ítéletét. A BBC News elemzése azt állította, hogy miután Ika Šarić, a megyei bíróság bírája „hallgatási összeesküvésnek” minősítette a hosszú tétlenséget, a perek a horvát kormány hajlandóságát jelezték állampolgárai által elkövetett háborús bűnök feltárására.
Bajramovićot és egységének további négy tagját a Pakrác melletti Poljanában 1991-ben elkövetett szerb és horvát civilek meggyilkolása és bántalmazása ügyében ítélték el. Háromtól tizenkét évig terjedő börtönbüntetést kaptak. 2013-tól Merčep ellen a Poljanában elkövetett háborús bűnök tárgyában zajlott per.

## Fordítás
Ez a szócikk részben vagy egészben  a   Gospić massacre című angol Wikipédia-szócikk ezen változatának fordításán alapul.  Az eredeti cikk szerkesztőit annak laptörténete sorolja fel. Ez a jelzés csupán a megfogalmazás eredetét és a szerzői jogokat jelzi, nem szolgál a cikkben szereplő információk forrásmegjelöléseként.